# Eliezer Yudkowsky
Eliezer Shlomo Yudkowsky (geboren op 11 september 1979) is een Amerikaanse auteur over beslissingstheorie en ethiek. Hij is medeoprichter en onderzoeker bij het Machine Intelligence Research Institute (MIRI), een non-profit onderzoeksinstituut, gevestigd in Berkeley (Californië).
Yudkowsky is vooral bekend om zijn popularisering van ideeën over “vriendelijke” kunstmatige intelligentie. Zijn werk over het vooruitzicht van een op hol geslagen intelligentie-explosie beïnvloedde filosoof Nick Bostroms boek “Superintelligence: Paths, Dangers, Strategies”.